# Nicole (ca sĩ Chile)
Denisse Lilian Laval Soza (sinh ngày 19 tháng 1 1977) với nghệ danh là Nicole, là một ca sĩ-nhạc sĩ người Chile.

## Danh sách đĩa nhạc

### Album
| - 1989: Tal vez me estoy enamorando - 1994: Esperando nada - 1997: Sueños en tránsito - 2002: Viaje infinito - 2006: APT. | - 2002: Grandes éxitos - 2010: 20 años de música |

### Những nhạc phẩm tiêu biểu
| - 1989: - Tal vez me estoy enamorando - 1990: - Qué hacer para conquistarlo - Qué está pasando en mí - Bicicletas - 1991: - Príncipe azul - 1994: - Sin gamulán - 1995: - Esperando nada - Dame luz - 1996: - Extraño ser - Sigo buscándote - Sólo el mar - 1997: - Despiértame - Todo lo que quiero - 1998: - No soy de nadie - Noche - Sirenas | - 2002: - Viaje infinito - Amanecer - Vida - 2003: - Lágrimas de sal - 2004: - Siempre (với Marciano) - 2005: - No me confundas - 2006: - Si vienes por mí - 2007: - Veneno - Culpables - 2008: - El camino - 2009: - Hoy - Arráncame la vida |